# Mercedes Ubach
Mercedes Ubach Solà, de casada de Freixa (Tarrasa, 29 de octubre de 1869 - Tarrasa, 23 de febrero de 1935) fue una compositora de zarzuelas española.

## Trayectoria
Nació en Tarrasa el 29 de octubre de 1869 y fue la tercera de los cinco hijos de la pareja formada por Narcisa Solá y Antonio Ubach, registrador de la propiedad. En 1895 se casó con el fabricante Alfonso Freixa i Argemí con quien tuvo cinco hijos.
En el año 1907 estrenó dos zarzuelas que recibieron una gran acogida en Barcelona. El redoblante, zarzuela en un acto y tres cuadros, basada en un episodio histórico de los preliminares de la Revolución francesa y que, con libreto de José del Cacho y la interpretación del barítono Gregorio Cruzada, fue estrenada el 8 de marzo en el Teatro Nuevo; y La gran turca, humorada cómico lírica en un acto, con texto de José Angulo y de José del Cacho, fue estrenada en el Teatro Cómico el 19 de junio de 1907.  Esta obra también se interpretó unos meses más tarde en Zaragoza y en Palma de Mallorca.
Falleció el 23 de febrero de 1935, a la edad de 66 años, y fue enterrada en Tarrasa.

## Reconocimientos
En 2023, el Centro de Documentación y Archivo (CEDOA) de la Sociedad General de Autores y Editores (SGAE), organizó en su sede de Madrid, el concierto ¡Damas, al salón! – zarzuela en clave de mujer, para celebrar el Día Internacional de la Mujer, cuyo programa incluyó música de Ubach junto con la de mujeres como: Remedios de Selva y Torre, Lola Vitoria Tarruella, María Rodrigo, Carmen Climent, Adela Pérez Méndez, Blanca Lozano, Elena Faus y Adela Anaya, interpretadas por la mezzosoprano Sara Rapado.